# Wojciech Gajdus
Wojciech Gajdus, krypt. WG, G, W, pseud. Piotr (ur. 12 października 1907 w Papowie Toruńskim, zm. 9 listopada 1957 w Nawrze) – polski duchowny katolicki, więzień obozu koncentracyjnego Stutthof, autor wspomnień obozowych, proboszcz parafii w Nawrze koło Torunia.

## Życiorys
Syn nauczyciela Władysława i jego żony Emilii z domu Oczkowskiej, był szóstym z siedmiorga rodzeństwa. Ojciec (ur. 23 marca 1872 w Brodzkich Młynach, zm. 10 stycznia 1966 w Starogardzie Gdańskim) pracował w szkole w Papowie Toruńskim, potem w Toruniu-Mokre. Wojciech Gajdus ukończył w 1926. Gimnazjum Klasyczne im. Mikołaja Kopernika w Toruniu. Studia filozoficzno-teologiczne odbył w Seminarium Duchownym w Pelplinie. Święcenia kapłańskie otrzymał 20 grudnia 1930 w Pelplinie z rąk ks. biskupa Stanisława Okoniewskiego, a mszę prymicyjną odprawił w kościele Chrystusa Króla w Toruniu. Po święceniach został skierowany na wikariusza do parafii p.w. Świętego Krzyża w Tczewie, gdzie jednocześnie sprawował funkcję kapelana w szpitalu oraz uczył religii w gimnazjum i w szkole handlowej, a także nadzorował działalność Katolickiego Towarzystwa Ludowego. W 1934 przeniesiono go w parafii św. Mikołaja w Grudziądzu. Cieszył się opinią dobrego kaznodziei, jałmużnika i organizatora pracy z młodzieżą. Był dyrektorem miejscowego Apostolstwa Chorych oraz redaktorem odpowiedzialnym "Tygodnika Parafialnego Parafii Rzymsko-Katolickich w Grudziądzu", w którym zamieszczał też większość tekstów (używał kryptonimów WG, G, W). W maju 1935 powierzono mu stanowisko generalnego sekretarza Diecezjalnego Katolickiego Stowarzyszenia Młodzieży Męskiej z siedzibą w Pelplinie. Przyczynił się do ożywienia działalności stowarzyszenia w parafiach, organizując kursy szkoleniowe, zjazdy, obozy sportowe i wypoczynkowe, opracowując broszury, a także prowadząc jako redaktor odpowiedzialny pismo związkowe "Młodzież Pomorska". Był autorem przekładów z języka niemieckiego – Światło gór Franza Weisera (wydanie książkowe Kraków 1933 oraz na łamach "Tygodnika Parafialnego..." w latach 1934–1935), Sebastian z Weddingu Franza Herwiga ("Gwiazda Morza", 1938, nr 10–22). W prasie katolickiej zamieszczał wiersze i inne teksty (np. artykuł Ks. Sychta – polski poeta narodowy, "Młodzież Pomorska", 1938, nr 4). Utrzymywał kontakty ze środowiskiem Obozu Narodowo-Radykalnego.
W grudniu 1938 został administratorem, a w 1939 proboszczem parafii w Nawrze. Po wybuchu II wojny światowej pełnił krótko posługę kapelana wojskowego. Aresztowany przez Niemców w październiku 1939 w Chełmży, trafił do Fortu VII w Toruniu. Uniknął losu brata, rozstrzelanego w toruńskiej Barbarce; wraz z grupą duchownych i inteligencji został przeniesiony do więzienia w Gdańsku Nowym Porcie, a następnie do obozu koncentracyjnego w Stutthofie i Sachsenhausen-Oranienburg (numer obozowy 20998). Dzięki interwencji byłych parafian z Tczewa odzyskał wolność 15 października 1940, zastał jednak plebanię zasiedloną przez Niemca i na polecenie gestapo zamieszkał w Biskupicach koło Torunia. Pod pseudonimem Piotr włączył się w działalność konspiracyjną w Związku Jaszczurczym (współpracował z ks. Pawłem Guttmannem, komendantem Okręgu Pomorskiego tej organizacji) i w Narodowych Siłach Zbrojnych. W obawie przed ponownym aresztowaniem ukrył się w Czemlewie u rodziny Bendigów, gdzie prowadził kancelarię szefa Wydziału II (wywiadowczego) Pomorskiego Okręgu Związku Walki Zbrojnej – Armii Krajowej Franciszka Bendiga (pseud. Ksawery) oraz spisywał obozowe wspomnienia. Był też szefem Tajnego Obozu Narodowo-Radykalnego. W lipcu 1943 po zatrzymaniu Bendiga zbiegł do Grzybna (powiat toruński) i przebywał u rodziny Frąckiewiczów, rękopis wspomnień ukrywając wcześniej w Czernlewie.
W 1945 powrócił do parafii w Nawrze, dodatkowo w lutym 1946 został administratorem w Biskupicach i Przecznie oraz wizytatorem nauki religii w dekanacie chełmżyńskim. Kontynuował też działalność konspiracyjną jako członek kierownictwa Organizacji Polskiej. 17 kwietnia 1946 został zatrzymany przez funkcjonariuszy Urzędu Bezpieczeństwa Publicznego w Toruniu w czasie akcji likwidowania struktur tej organizacji. Oskarżony z artykułu 86 § 2 kodeksu karnego – nielegalne uczestnictwo w szeregach Narodowych Sił Zbrojnych, nie przyznał się do winy i w procesie 29 sierpnia 1946 został uniewinniony przez sąd wojskowy: uwzględniono jego działalność w strukturach społecznych nowego państwa (koło PPS w Biskupicach, Wojewódzka Rada Narodowa w Bydgoszczy) oraz przeszłość obozową. Był jednak nadal inwigilowany za głoszone kazania. Przejścia wojenne i czteromiesięczne śledztwo po wojnie nadszarpnęły jego zdrowie, zmuszony był do odbycia długiej kuracji sanatoryjnej w Zakopanem i przeszedł operację nerek. W Zakopanem pełnił posługę duszpasterską jako kapelan sanatoryjny (sanatorium Caritas diecezji krakowskiej "Słoneczna", sanatorium "Odrodzenie") oraz ekspozyt kościoła na Harendzie w Poroninie, głosił kazania i rekolekcje w innych parafiach. Nawiązał szereg znajomości z intelektualistami, szczególnie ze środowiska literackiego – Włodzimierzem Wnukiem, Antonim Gołubiewem, Kornelem Makuszyńskim, wdową po Janie Kasprowiczu Marią.
Zmarł 9 listopada 1957, spoczął na cmentarzu w Nawrze. Wspomnienia obozowe ukazały się we fragmentach w "Tygodniku Powszechnym" (1957, nr 16 i 23), a w całości w opracowaniu ks. Stefana Trzcińskiego wyszły nakładem wydawnictwa "Znak" w 1962 jako Nr 20998 opowiada.
Brat Jerzy (ur. 13 marca 1900), urzędnik kolejowy w Toruniu, członek Polskiego Związku Zachodniego, był więziony razem z ks. Wojciechem jesienią 1939 i zginął rozstrzelany w Barbarce koło Torunia 25 listopada 1939. Brat Bernard był znanym po wojnie lekarzem.